# Baya
Baya er kunstnernavnet for den danske rapper Bachir Mikkel Mathiasen.
Han er oprindeligt fra Århus og er desuden en del af Soulcamp-familien. Baya er kendt fra sin single Come With Me, der var Ugens Uundgåelige på P3, samt sit seneste singleudspil Sir Bayalot.
Han forventedes at udsende et album i starten af 2007, men har efterfølgende valgt ikke at være solokunstner, men derimod indgå i andres produktioner samt koncentrere sig om andre foretagener,
Baya skriver desuden tekster til andre musikere – bl.a. den engelske sangerinde Jamelia.
Bachir har spillet 12 kampe for basketball hold Bakken Bears og scoret 62 point, samt spillet på junior og ynglinge landsholdet.